# Mastigosciadium
Mastigosciadium es un género monotípico perteneciente a la familia Apiaceae. Su única especie: Mastigosciadium hysteranthum, es originaria de Afganistán.

## Taxonomía
Mastigosciadium hysteranthum fue descrita por Rech.f. & Kuber y publicado en Österreichische Akademie der Wissenschaften, Mathematisch-Naturwissenschaftliche Klasse. Anzeige 101: 364. 1964.